# 滅悪山脈
滅悪山脈（ミョラクさんみゃく）は朝鮮民主主義人民共和国の平安南道・黄海北道・咸鏡南道・江原道の境界付近の狼林山脈から発し黄海へ向かって南西方向に伸びる山脈。北東の黄海北道延山郡・遂安郡の境界コリデ山から南西の黄海北道麟山郡・黄海南道峰泉郡の境界主持峯まで120km続き、平均標高340m、平均幅14km。主な山峰に滅悪山（816m）・長寿山（747m）・白楽山（546m）・九月山（954m）。

## 環境
金・銀・銅・亜鉛など多くの地下資源が埋蔵され、北斜面には鉄鉱・蛍石・重晶石もある。
丘陵性の山勢を示し、珪岩、石灰岩、花崗岩、頁岩が基盤岩を成しているが、石灰岩は侵食を受け、祥原系の珪岩地帯だけが高く聳える。
土壌は北斜面はポドゾル状褐色森林土が、南西部には赤褐色森林土が分布し、土性は壌土・
埴壌土・埴土がある。
植生は山麓はゴヨウマツ・アカマツ・ニセアカシア、高くなるにつれモンゴリナラ・カシワ・クヌギ・シラカバ・グイマツが分布する。
薬用植物に山参・五味子・三枝九葉草・天南星・細辛。ワラビ・ゼンマイ・ツルニンジン・キキョウ・タラノキ・ヤマカノツメソウなどの山菜、ヤマブドウ・マタタビ・ナシなどの果実が多い。動物はイノシシ・ノロジカ・オオヤマネコ・アジアアナグマ・タヌキ・キジ・キタタキ・キツツキ・フクロウ・クロハゲワシなどが生息。
北朝鮮政府から滅悪山植物保護区に指定されており、特産のものをはじめとした複数種の植物が保護されている。

## 地理
この山脈は傾動地塊が侵食されて形成された残存山地であると見られている。北東‐南西方向に延びており、山脈の端は長淵郡を経て黄海南道西端の長山串に向かい、対岸には中国の山東半島がある。
礼成江と載寧江の分水嶺であり、遂安郡と燕灘郡、瑞興郡と新渓郡、瑞興郡と平山郡、麟山郡と平山郡との境界を為す、黄海道を南北に分ける自然・人文的な境界である。峠道として瑞興郡と新渓郡の間には標高504mのマルグリ峠（말굴이고개）、平山郡と麟山郡の間には標高170mのチソ峠（지소고개）がある。
傾斜は南東斜面が約45〜50˚、北西斜面が35˚。東斜面では大坪川・亀洛川・南川・漏川などが、西斜面では黄州川・瑞興江・銀波川などが沸き出でる。

## 産業
載寧郡の長寿山は山全体が白色珪岩で、3つの美しい渓谷があり“黄海金剛（황해금강）”と呼ばれる有名な観光地である。また、信川郡一帯の山脈末端近くは古くから温泉が開発されている。
北斜面に発する載寧江と南斜面に発する礼成江の流域は広い沖積平野の穀倉地帯である。